# Rodolfo Antonio Castillo Claramount
Rodolfo Antonio Castillo Claramount (Sonsonate, 17 de abril de 1936) es un político salvadoreño, reconocido por haber sido Vicepresidente de El Salvador en el gabinete de José Napoleón Duarte entre 1984 y 1989.

## Biografía
Durante su periodo como vicepresidente, ofició también como ministro de Relaciones Exteriores y como ministro del Interior. También ocupó el cargo de secretario general del Partido Demócrata Cristiano, y se desempeñó como presidente interino del país durante los problemas de salud sufridos por José Napoleón Duarte.